# Hrabstwo Tioga (Pensylwania)

Piramida wieku hrabstwa

Hrabstwo Tioga (ang. Tioga County) – hrabstwo w stanie Pensylwania w USA. Hrabstwo zajmuje powierzchnię lądową 2 936,35 km². Według szacunków US Census Bureau w roku 2006 liczyło 41 137 mieszkańców. Siedzibą hrabstwa jest miejscowość Wellsboro.